# Baicheng Chang'an Airport
Baicheng Chang'an Airport är en flygplats i Kina. Den ligger i provinsen Jilin, i den nordöstra delen av landet, omkring 250 kilometer nordväst om provinshuvudstaden Changchun.
Runt Baicheng Chang'an Airport är det ganska tätbefolkat, med 80 invånare per kvadratkilometer. Närmaste större samhälle är Mingren, 18,4 km nordväst om Baicheng Chang'an Airport. Trakten runt Baicheng Chang'an Airport består till största delen av jordbruksmark.
Genomsnittlig årsnederbörd är 585 millimeter. Den regnigaste månaden är juli, med i genomsnitt 162 mm nederbörd, och den torraste är januari, med 4 mm nederbörd.